# فرودگاه لویدمینستر
فرودگاه لویدمینستر (به انگلیسی: Lloydminster Airport) یک فرودگاه همگانی باربری با کد یاتا YLL است که یک باند فرود آسفالت دارد و طول باند آن ۱۷۰۰ متر است. این فرودگاه در شهر لویدمینستر کشور کانادا قرار دارد و در ارتفاع ۶۹۹ متری از سطح دریا واقع شده است.